# Tokácsli Lajos
Tokácsli Lajos (Szentes, 1915. augusztus 14. – Szeged, 2000. június 7.) magyar festőművész, az ún. alföldi iskola jelentős alakja.

## Életpályája
Tokácsli János szentesi kötélverő és Borsos Szabó Julianna gyermekeként született, tízgyermekes családba. Az elemi iskola elvégzése után nehéz anyagi helyzetük miatt nem folytathatta tanulmányait. Apja 1929-ben elhunyt, a félárvaságra jutott Tokácsli mezőgazdasági idénymunkásként dolgozott, majd elektrotechnikus inas lett.
Egészen fiatal korától rajzolt és festett. A szentesi közéletben nagy szerepet játszó, műgyűjtő fotográfus, Fridrich János 1935-ben bemutatta Koszta Józsefnek, az ekkor már nemzetközi sikereket elért neves festőművésznek. Koszta biztatta a festésre, majd tanítványává fogadta.
Egy sikertelen kísérlet után, 1936 őszén maximális pontszámmal vették fel az Országos Magyar Királyi Képzőművészeti Főiskolára, ahol Koszta tanácsára Rudnay Gyula tanítványa lett.
1939-ben behívták katonának, így 1941-ben fejezte be tanulmányait. Ez évben elnyerte a 600 pengős Meslinger-ösztöndíjat, így 1942. februárjában már bátran kérte meg Fridrich János legkisebb leányának, Fridrich Idának a kezét 1942. február 22-én. A következő évben született egyetlen gyermekük, Boglárka.
1943-45. között újabb, immár háborús katonai szolgálatát töltötte. A háború után a frissen megalakuló Csongrád Megyei Képzőművészek Szabad Szakszervezetének szervezőtitkára lett.
1972-től a Kossuth tér 5. alatti bérház legfelső emeletének városi műteremlakásában élt és alkotott. 1975-ben megkapta a Koszta József Emlékérmet. 1997. február 21-én a szentesi képviselőtestület a város díszpolgárává fogadta. 1999-ben Szegedre költözött, itt hunyt el 2000. június 7-én.

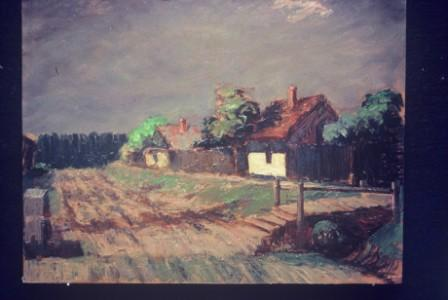
Alföldi tanya

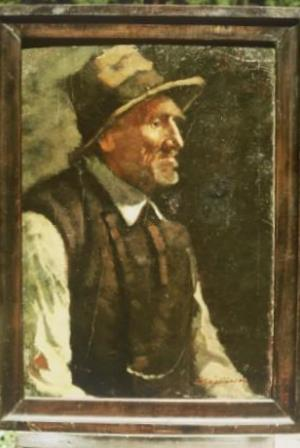
Öreg halász

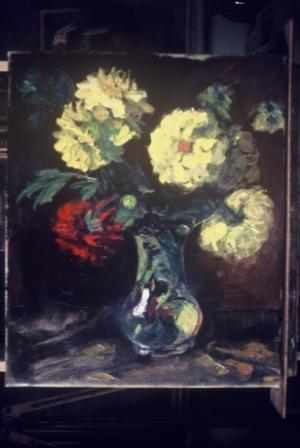
Virágcsendélet

## Kiállításai
Hazai és külföldi (Luxemburg, Franciaország, NSZK, Jugoszlávia, USA, Kanada) egyéni tárlatainak száma közel negyven, csoportos kiállításaié hatvan. 
- 1938. Szentes (Miklóssy Gáborral közösen)
- 1943. Szentes (Halász-Szabó Sándorral közösen)
- 1943. Szeged, Kultúrpalota (Halász-Szabó Sándorral közösen)
- 1946. Szentes
- 1947. Szentes
- 1947. Budapest, Ernst Múzeum
- 1951. Budapest, Magyar Képzőművészeti Kiállítás, Műcsarnok
- 1957. Szentes
- 1963. Szentes, 25 éves jubileumi emlékkiállítás
- 1965. Szentes
- 1966. Debrecen
- 1974. Szeged, Sajtóház
- 1981. Luxemburg, Gyerman Galeria
- 1997. Szeged, Móra Ferenc Múzeum, életmű-kiállítás

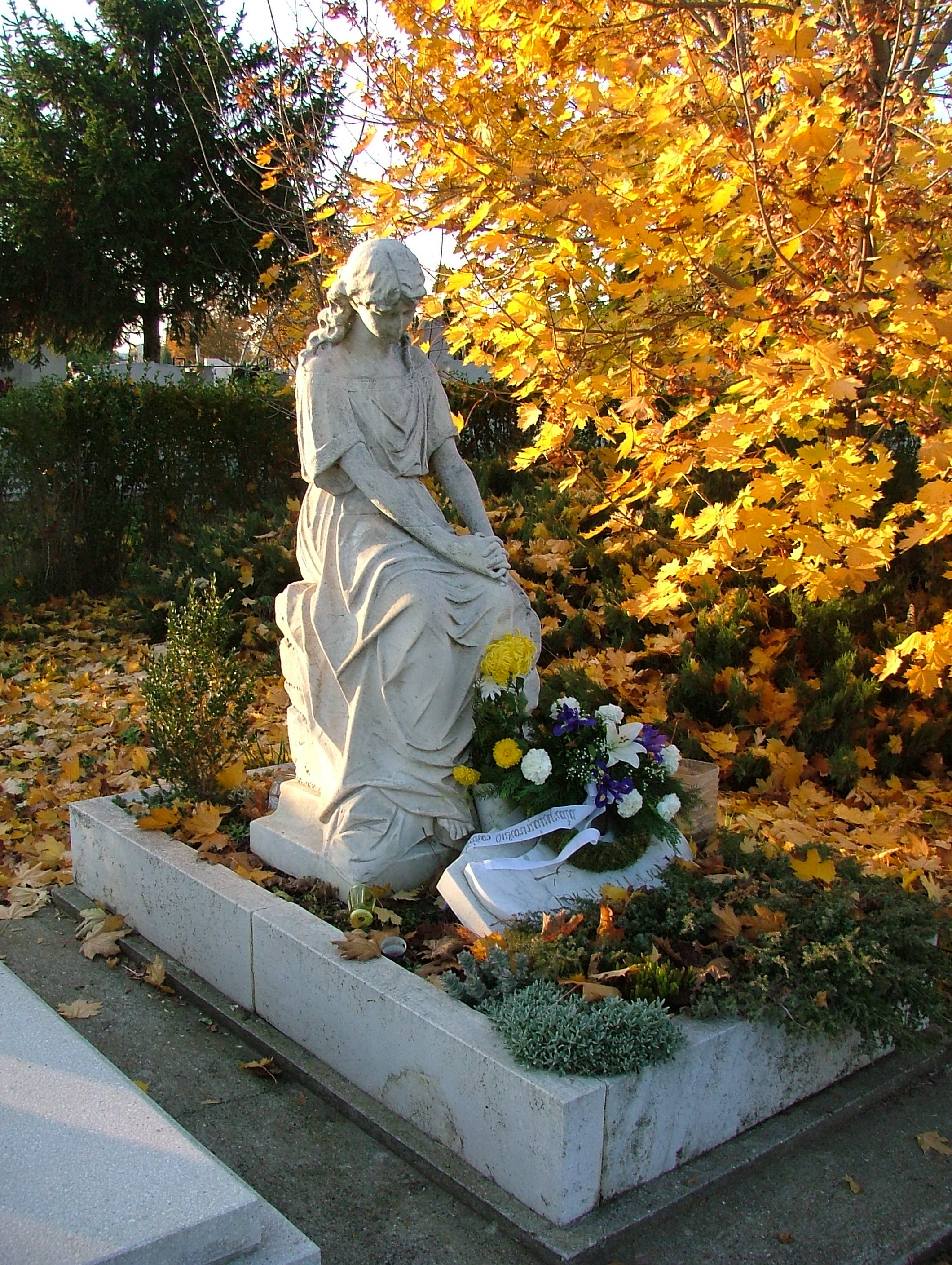

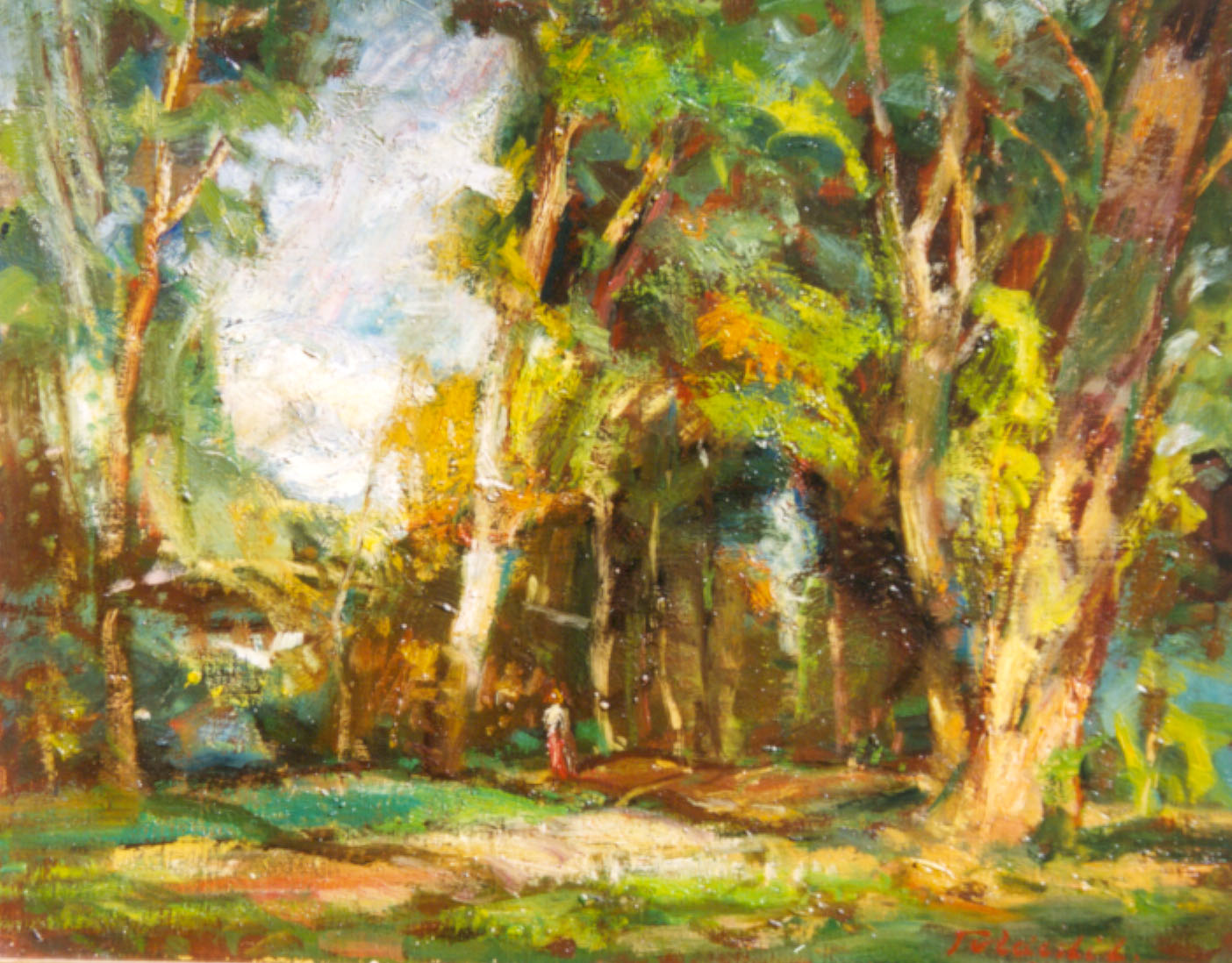

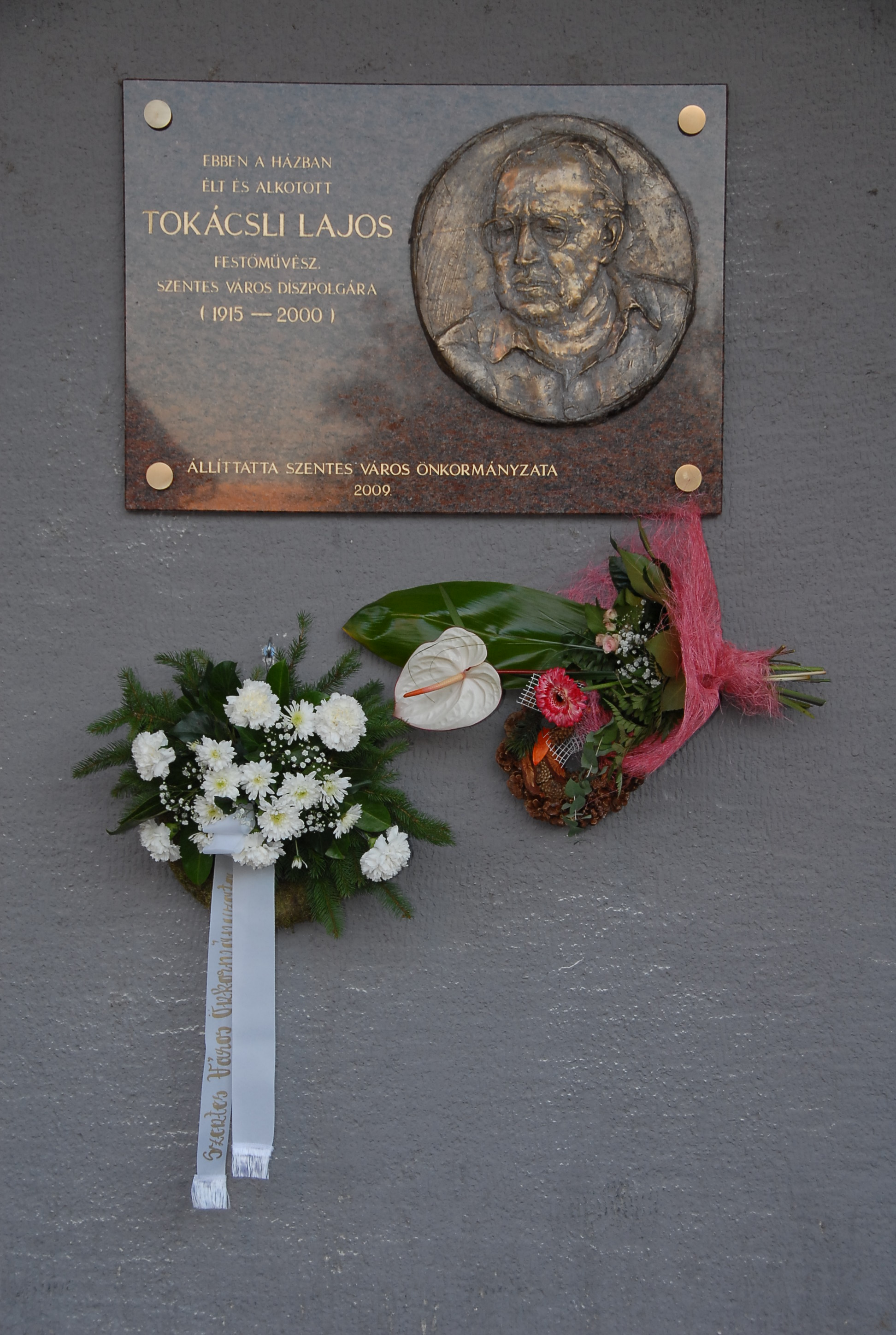

- 1997. Szentes, életmű-kiállítás

## Művei közgyűjteményekben
- Koszta József Múzeum, Szentes;
- Magyar Nemzeti Galéria, Budapest;
- Tornyai János Múzeum, Hódmezővásárhely.

## Emlékezete
- 2009. óta utolsó szentesi otthona, a Kossuth tér 5. szám alatti épület falán emléktábla[4] és Lantos Györgyi szobrászművész plakettje őrzi emlékét.
- 2010-ben a szentesi Városi Galéria a születésének 95., halálának 10. évfordulója alkalmából tartott emlékkiállítás[5] kapcsán felvette a Tokácsli Galéria[6] nevet.